# Collesis fleximargo
Collesis fleximargo är en fjärilsart som beskrevs av W. Warren 1909. Collesis fleximargo ingår i släktet Collesis och familjen mätare. Inga underarter finns listade i Catalogue of Life.